# Allobates zaparo
Allobates zaparo is een kikker uit de familie Aromobatidae. De soort werd voor het eerst wetenschappelijk beschreven door Philip Arthur Silverstone in 1976. Oorspronkelijk werd de wetenschappelijke naam Phyllobates zaparo gebruikt. De kikker is ook beschreven onder de namen Dendrobates zaparo en Epipedobates zaparo.
De soort komt voor in delen van Zuid-Amerika en leeft in de landen Ecuador en Peru. Het is een bodembewoner die leeft in de strooisellaag van het bos. Allobates zaparo komt voor in tropische regenwouden in laaglanden, de kikker leeft tot een hoogte van 500 meter boven zeeniveau.